# El sonido efervescente de la casa azul
El sonido efervescente de la casa azul es el primer álbum de estudio de La Casa Azul, se lanzó originalmente por Elefant Records el 10 de octubre del 2000 en España en versión CD y EP 10", y reeditado en CD digipack en 2006 en España, Japón y Corea del Sur con varios temas extra.

## Lista original de 2000 ("El sonido efervescente de La Casa Azul")
1. Intro
2. Hoy me has dicho hola por primera vez
3. Galletas
4. Chicle Cosmos
5. Sin canciones
6. Me gustas
7. Cerca de Shibuya
8. Bonus track

## Extras de la reedición de 2006

### 1ª Maqueta "Te invito a mi fiesta"
- 09. Tang de naranja, colajet de limón
- 10. ¿Qué nos pasó?
- 11. Me gustas
- 12. Cerca de Shibuya

### 2ª Maqueta "Canciones ligeras"
- 13. Sin canciones
- 14. Chicle Cosmos
- 15. Hoy me has dicho hola por primera vez
- 16. Si no voy a esperar

### 3ª Maqueta "Galletas"
- 17. Galletas
- 18. Hoy (cambiaremos algo)

### Bonus tracks
- 19. Quiero vivir en la ciudad
- 20. Chicle Cosmos
- 21. Tantas cosas que arreglar

### Directos
- 22. Hoy me has dicho hola por primera vez
- 23. Cerca de Shibuya

- Datos: Q8774084